# Thresher Mill

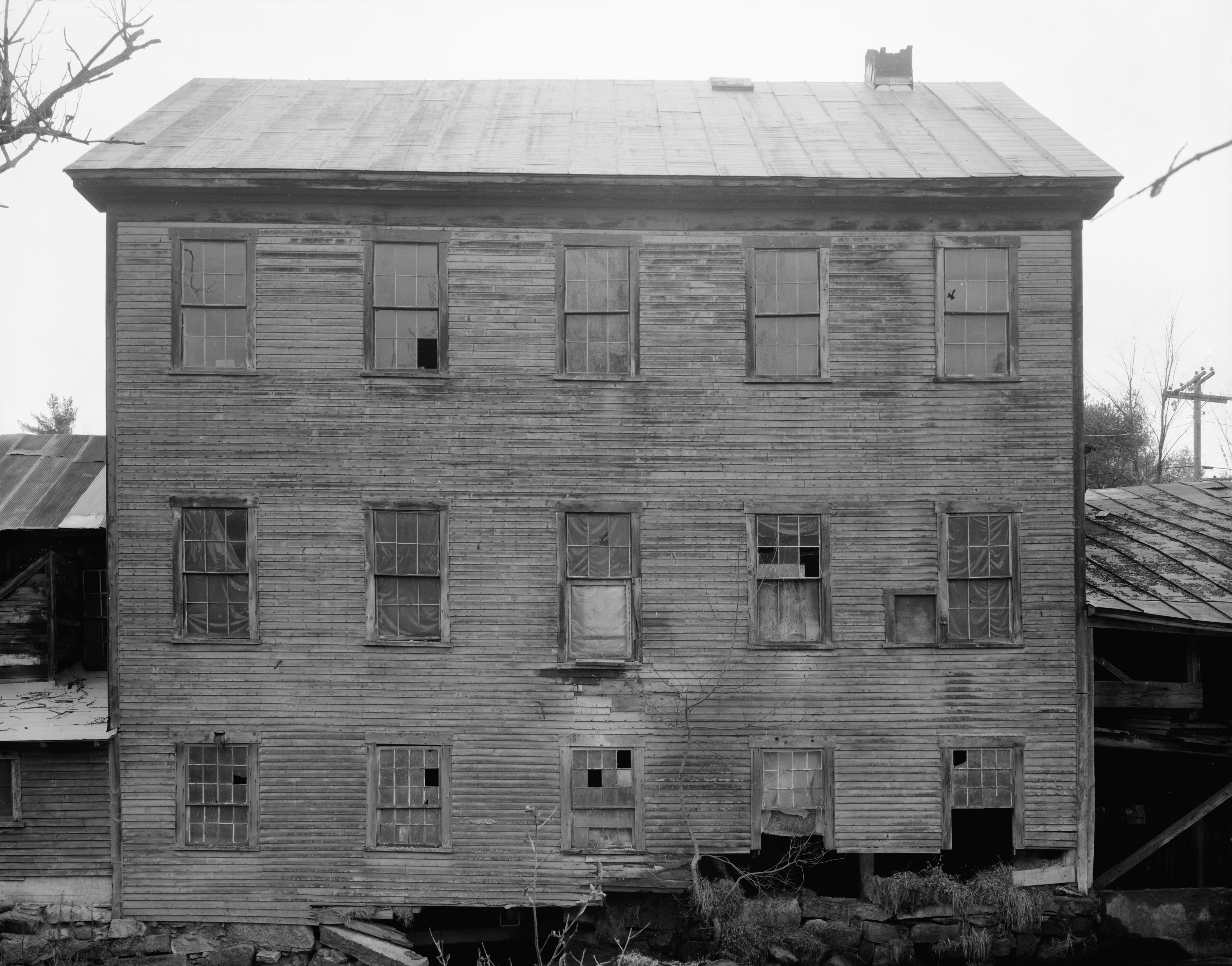
Tresher Mill en 1979.

Thresher Mill est un moulin à eau historique situé à Barnet (Vermont). Sa construction s'est achevée en 1836. Il a été inscrit au Registre national des lieux historiques en 1997.
Il s'appelle aujourd'hui Ben's Mill est sert de musée local.